# Caecilia subdermalis
Caecilia subdermalis es una especie de anfibios de la familia Caeciliidae.
Es endémica de Colombia.
Sus hábitats naturales incluyen montanos húmedos tropicales o subtropicales, tierras de pastos, plantaciones, jardines rurales y zonas previamente boscosas ahora muy degradadas.